# Seiko Golden Grand Prix 2024
Seiko Golden Grand Prix 2024 – 13. edycja międzynarodowego mityngu lekkoatletycznego, który odbył się 19 maja 2024 roku na Stadionie Narodowym w Tokio. Zawody były zaliczane do cyklu World Athletics Continental Tour Gold w sezonie 2024.

## Wyniki
| WL – najlepszy wynik na listach światowych w sezonie \| AR – rekord kontynentu \| NR – rekord kraju \| PB – rekord życiowy \| SB – najlepszy wynik w sezonie \| MR – rekord mityngu |

### Mężczyźni
| Konkurencja                | 1. miejsce       | Rezultat       | 2. miejsce           | Rezultat  | 3. miejsce      | Rezultat    |
| Bieg na 100 m              | Hiroki Yanagita  | 10,21          | Akihiro Higashida    | 10,22 SB  | Ryō Wada        | 10,23       |
| Bieg na 200 m              | Towa Uzawa       | 20,40          | Brendon Rodney       | 20,42 =SB | Shōta Iizuka    | 20,56       |
| Bieg na 400 m              | Kentarō Satō     | 45,21 SB       | Kalinga Kumarage     | 45,57     | Kaitō Kawabata  | 45,77 SB    |
| Bieg na 5000 m             | Emmanuel Maru    | 13:18,94 MR PB | Thomas Ratcliffe     | 13:19,18  | Kiprono Sitonik | 13:19,86 SB |
| Bieg na 110 m przez płotki | Rachid Muratake  | 13,22 SB       | Louis François Mendy | 13,50 SB  | Eric Edwards    | 13,55       |
| Bieg na 400 m przez płotki | Ken Toyoda       | 48,36 MR PB    | Haruto Deguchi       | 48,91     | Kaitō Tsutsue   | 48,92       |
| Skok wzwyż                 | Yual Reath       | 2,30 =PB       | Woo Sang-hyeok       | 2,27      | Yūto Seko       | 2,24 SB     |
| Skok w dal                 | Zhang Mingkun    | 8,13 PB        | Marquis Dendy        | 8,07 SB   | Lin Yu-tang     | 8,03 SB     |
| Rzut oszczepem             | Cameron McEntyre | 82,01 PB       | Genki Dean           | 81,38 SB  | Yūta Sakiyama   | 80,07 SB    |

### Kobiety
| Konkurencja                | 1. miejsce       | Rezultat       | 2. miejsce       | Rezultat | 3. miejsce        | Rezultat   |
| Bieg na 100 m              | Zoe Hobbs        | 11,17 MR       | Bree Masters     | 11,31    | Arisa Kimishima   | 11,49 SB   |
| Bieg na 1500 m             | Sarah Billings   | 4:04,66        | Georgia Griffith | 4:05,35  | Purity Chepkirui  | 4:06,51 SB |
| Bieg na 5000 m             | Rose Davies      | 14:41,65 AR MR | Margaret Ekidor  | 14:44,75 | Isobel Batt-Doyle | 15:08,67   |
| Bieg na 100 m przez płotki | Wu Yanni         | 12,80 SB       | Yumi Tanaka      | 12,90 SB | Mako Fukube       | 13,00      |
| Trójskok                   | Saly Sarr        | 14,08 MR PB    | Neja Filipič     | 13,86    | Jessie Maduka     | 13,55      |
| Rzut oszczepem             | Haruka Kitaguchi | 63,45 SB       | Flor Ruíz        | 62,06    | Tori Peeters      | 61,26 SB   |

## Rekordy
Podczas mityngu ustanowiono 1 krajowy rekord w kategorii seniorów:
| Zawodnik    | Reprezentacja | Konkurencja    | Rezultat |
| ----------- | ------------- | -------------- | -------- |
| Rose Davies | Australia     | bieg na 5000 m | 14:41,65 |